# AGM-12 Bullpup

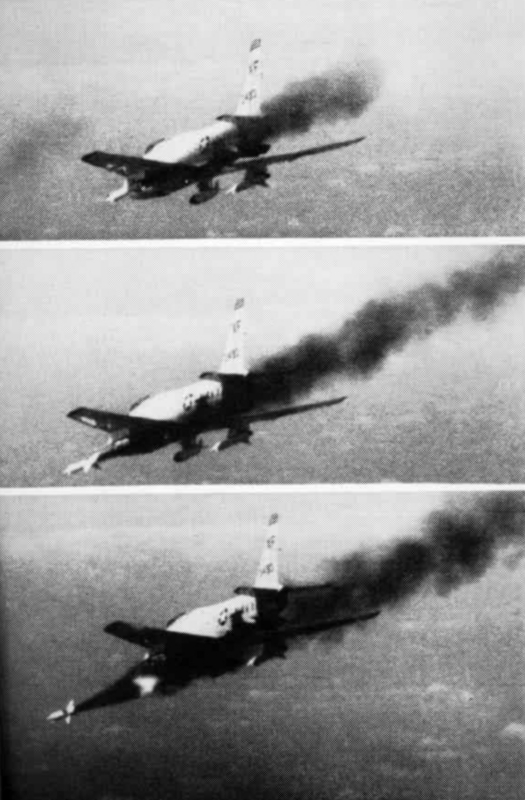
Een FJ-4B Fury van de United States Navy lanceert een Bullpup.

De AGM-12 Bullpup was een Amerikaanse lucht-grondraket die van 1959 tot 1978 operationeel was. Ze was de eerste in serie gebouwde Amerikaanse lucht-grondraket. Ze werd in groten getale gebruikt door de luchtstrijdkrachten van de Verenigde Staten, diverse NAVO-lidstaten en andere landen.

## Beschrijving
De Bullpup had een cilindervormige romp met een kegelvormig uiteinde. Vooraan bevond zich de besturing, daarachter de springkop, en achteraan de raketmotor. Aan de voorkant waren vier bestuurbare canard-vleugels bevestigd en aan de achterkant vier trapezoïdale vleugels in X-configuratie, die voor stabiliteit tijdens de vlucht zorgden. De raket werd na lancering manueel geleid door de piloot of de boordschutter van het vliegtuig. Met radiosignalen moest die het tuig naar het doelwit leiden. Dit had het nadeel dat de schutter de raket moest blijven volgen met zijn vizier. Bij de eerste versie (AGM-12A) moest het vliegtuig bovendien in een rechte lijn naar het doelwit blijven vliegen. De AGM-12B had verbeterde elektronica, waardoor het vliegtuig enigszins van de koers van de Bullpup kon afwijken zonder radiocontact te verliezen. Maar het systeem bleef kwetsbaar voor luchtafweergeschut.
De eerste versie van de Bullpup, de AGM-12A, had een vastebrandstofmotor van de firma Aerojet-General. Latere versies hadden een vloeibarebrandstofmotor: de Thiokol LR-58 in de AGM-12B en Thiokol LR-62 in de grotere AGM-12C en D. De AGM-12D had een nucleaire lading, de andere versies een conventionele springkop (114 kg bij de AGM-12B en 454 kg bij de AGM-12C).

## Geschiedenis
De Bullpup was een initiatief van de United States Navy. Uit de Koreaanse oorlog was de behoefte naar voor gekomen voor een effectief wapen om vaste gronddoelen zoals bruggen met precisie uit te schakelen vanuit de lucht, ook met vliegtuigen die vanop vliegdekschepen opereerden. Martin kreeg in de herfst van 1954 een contract voor de ontwikkeling van een geleide lucht-grondraket, aangeduid als ASM-N-7 Bullpup.
De eerste versie, ASM-N-7/AGM-12A, had een diameter van 30 cm, was 3,3 m lang en werd aangedreven door een Aerojet-General vastebrandstofmotor. Ze werd in april 1959 in dienst genomen door A-4 Skyhawk vliegtuigen aan boord van USS Lexington (CV-16). Volgens het magazine Flight werden er eind 1958 reeds bijna 600 stuks per maand geproduceerd aan een stukprijs van 5000 dollar.
De U.S. Air Force had ondertussen ook belangstelling gekregen voor een dergelijk wapen. Onder de naam White Lance kreeg Martin een contract voor de ontwikkeling van een zwaardere, geavanceerde versie van de Bullpup, die ook met een kernkop kon uitgerust worden. De aandrijving gebeurde door een vloeibarebrandstofmotor. Toen de ontwikkeling van deze raket, de GAM-79, te lang duurde, kocht de USAF de ASM-N-7 aan, die ze de benaming GAM-83 gaf. Het White Lance-project zou uiteindelijk opgaan in de GAM-83. De ASM-N-7 en de GAM-83 zouden vanaf 1963 beide de benaming AGM-12A krijgen.
De US Navy besloot om de Bullpup ook met vloeibarebrandstofmotor uit te rusten. Dat resulteerde in de ASM-N-7A Bullpup A (later AGM-12B) met een Thiokol LR58 van 53 kN stuwkracht. Hierna werd een zwaardere en grotere ASM-N-7B/AGM-12C Bullpup B ontwikkeld, die een 453 kg zware springkop had, en een krachtigere raketmotor: de Thiokol LR62 met 147 kN stuwkracht. De USAF van haar kant ontwikkelde de GAM-83B/AGM-12D, die een kernkop had. Hiervan zijn er 100 gebouwd.
De laatste versie was de AGM-12E, die in 1966/1967 in dienst kwam. Ze was afgeleid van de AGM-12C, waarvan de springkop was vervangen door een clusterbom met 800 tot 830 BLU-26/B "bomblets".
Hoewel Martin de Bullpup ontwikkelde, zijn de meeste Bullpups gebouwd door de firma Maxson Electronics. De Bullpup werd ook onder licentie gebouwd door een Europees consortium waarvan Kongsberg Våpenfabrikk in Noorwegen, de Havilland Aircraft Company in het Verenigd Koninkrijk, evenals Denemarken en Turkije deel uitmaakten.

## Overzicht varianten
| actuele benaming (vanaf 1963) | oude benaming (tot 1963)            |
| AGM-12A                       | ASM-N-7 (Navy) GAM-83 (Air Force)   |
| AGM-12B                       | ASM-N-7A (Navy) GAM-83A (Air Force) |
| AGM-12C                       | ASM-N-7B (Navy)                     |
| AGM-12D                       | GAM-83B (Air Force)                 |
| AGM-12E                       | -                                   |

## Gebruikers
- Australië
- Denemarken
- Griekenland
- Israël
- Noorwegen
- Taiwan
- Turkije
- Verenigd Koninkrijk Royal Navy
- Verenigde Staten

## Vliegtuigen
Volgende vliegtuigen konden uitgerust worden met de AGM-12 Bullpup:
- Douglas A-4 Skyhawk
- North American A-5 Vigilante
- Grumman A-6A Intruder
- McDonnell F-4 Phantom II
- North American FJ-4B Fury
- Northrop F-5 Freedom Fighter
- Vought F-8 Crusader
- Lockheed P-3B Orion (tegen onderzeeboten die aan de oppervlakte komen)
- North American F-100 Super Sabre
- Republic F-105D Thunderchief
- Lockheed F-104G Starfighter
- Grumman F11F Tiger
- Blackburn Buccaneer
- Supermarine Scimitar
- De Havilland Sea Vixen
- Saab 35XD Draken
- Airwolf